# João Costa (calciatore 1996)
João Paulo Santos da Costa, noto anche con lo pseudonimo di Andorinha (Barcelos, 2 febbraio 1996), è un calciatore portoghese, portiere dell'Estrela Amadora.

## Carriera

### Club
Cresciuto nel settore giovanile del Porto, ha debuttato con la squadra B il 3 ottobre 2015 nell'incontro di Segunda Liga vinto 2-0 contro l'Olhanense. Promosso a portiere titolare la stagione successiva, l'11 novembre 2016 nell'incontro di campionato contro il Penafiel ha segnato il gol del 2-2 al 96' con un tap-in sugli sviluppi di un calcio piazzato. Nel gennaio del 2018 è passato in prestito al Gil Vicente e l'estate successiva, con la stessa formula, è andato al FC Cartagena in Spagna.
Il 14 agosto 2019 è stato ceduto a titolo definitivo al Mirandés. Utilizzato in soli tre incontri, il 27 gennaio 2020 è stato acquistato dal Granada che lo ha assegnato alla propria squadra B in terza divisione. Nell'estate del 2022 ha cambiato nuovamente squadra firmando con il Real Murcia.
Il 16 agosto 2023 ha fatto ritorno in Portogallo firmando con il Feirense, dove ha subito ottenuto il posto da titolare. Il 23 gennaio del 2025 è stato acquistato dall'Estrela Amadora ed il 9 febbraio ha giocato il suo primo incontro di Primeira Liga, contro il Casa Pia.

### Nazionale
Ha giocato con le nazionali giovanili portoghesi Under-15, Under-16, Under-17, Under-18, Under-19 ed Under-20.

## Statistiche

### Presenze e reti nei club
Statistiche aggiornate al 12 gennaio 2025.
| Stagione         | Squadra          | Campionato       | Campionato | Campionato | Coppe nazionali | Coppe nazionali | Coppe nazionali | Coppe continentali | Coppe continentali | Coppe continentali | Altre coppe | Altre coppe | Altre coppe | Totale | Totale  | Totale |
| Stagione         | Squadra          | Comp             | Pres       | Reti       | Comp            | Pres            | Reti            | Comp               | Pres               | Reti               | Comp        | Pres        | Reti        | Pres   | Reti    |        |
| ---------------- | ---------------- | ---------------- | ---------- | ---------- | --------------- | --------------- | --------------- | ------------------ | ------------------ | ------------------ | ----------- | ----------- | ----------- | ------ | ------- | ------ |
| 2015-2016        | Porto B          | SL               | 6          | -12        | -               | -               | -               | -                  | -                  | -                  | -           | -           | -           | 6      | -12     |        |
| 2016-2017        | Porto B          | SL               | 16         | -19, 1     | -               | -               | -               | -                  | -                  | -                  | -           | -           | -           | 16     | -19, 1  |        |
| 2017-gen. 2018   | Porto B          | SL               | 0          | 0          | -               | -               | -               | -                  | -                  | -                  | -           | -           | -           | 0      | 0       |        |
| Totale Porto B   | Totale Porto B   | Totale Porto B   | 22         | -31, 1     |                 | -               | -               |                    | -                  | -                  |             | -           | -           | 22     | -31, 1  |        |
| gen.-giu. 2018   | Gil Vicente      | SL               | 13         | -18        | CP+CdL          | 0               | 0               | -                  | -                  | -                  | -           | -           | -           | 13     | -18     |        |
| 2018-2019        | FC Cartagena     | SDB              | 33         | -22        | CR              | 2               | -1              | -                  | -                  | -                  | -           | -           | -           | 35     | -23     |        |
| 2019-gen. 2020   | Mirandés         | SD               | 1          | -4         | CR              | 2               | -6              | -                  | -                  | -                  | -           | -           | -           | 3      | -10     |        |
| gen.-giu. 2020   | Granada B        | SDB              | 6          | -2         | -               | -               | -               | -                  | -                  | -                  | -           | -           | -           | 6      | -2      |        |
| 2020-2021        | Granada B        | SDB              | 14         | -15        | -               | -               | -               | -                  | -                  | -                  | -           | -           | -           | 14     | -15     |        |
| 2021-2022        | Granada B        | PDR              | 0          | 0          | -               | -               | -               | -                  | -                  | -                  | -           | -           | -           | 0      | 0       |        |
| Totale Granada B | Totale Granada B | Totale Granada B | 20         | -17        |                 | -               | -               |                    | -                  | -                  |             | -           | -           | 20     | -17     |        |
| 2022-2023        | Real Murcia      | PF               | 21         | -16        | CR              | 0               | 0               | -                  | -                  | -                  | -           | -           | -           | 21     | -16     |        |
| 2023-2024        | Feirense         | SL               | 13         | -14        | CP+CdL          | 1+0             | 0               | -                  | -                  | -                  | -           | -           | -           | 14     | -14     |        |
| 2024-gen. 2025   | Feirense         | SL               | 18         | -11        | CP+CdL          | 0               | 0               | -                  | -                  | -                  | -           | -           | -           | 18     | -11     |        |
| Totale Feirense  | Totale Feirense  | Totale Feirense  | 31         | -25        |                 | 1               | 0               |                    | -                  | -                  |             | -           | -           | 32     | -25     |        |
| gen.-giu. 2025   | Estrela Amadora  | PL               | 4          | -2         | CP+CdL          | 0               | 0               | -                  | -                  | -                  | -           | -           | -           | 4      | -2      |        |
| Totale carriera  | Totale carriera  | Totale carriera  | 145        | -135, 1    |                 | 5               | -7              |                    | -                  | -                  |             | -           | -           | 150    | -142, 1 |        |

## Palmarès

### Club

#### Competizioni nazionali
- Segunda Liga: 1

Porto B: 2015-2016